# Milícies Populars Gallegues
Les Milícies Populars Gallegues van ser un batalló republicà format per voluntaris provinents de Galícia. Van ser creades en 1936 pel comunista Santiago Álvarez Gómez i l'intel·lectual Alfonso Daniel Rodríguez Castelao. Van tenir certa rellevància en la Defensa de Madrid. Al final, a causa de la falta d'armament i material militar, van ser integrades dins de la XI Divisió, en el Cinquè Regiment.

## Origen
Quan es produí el cop d'estat del 18 de juliol a Melilla, Santiago Álvarez i Castelao es trobaven a Madrid. Allí, van decidir sens dubte fer costat al bàndol republicà, i per això van convocar a desenes de voluntaris gallecs perquè s'allistessin en el seu nou grup armat: les Milícies Populars Gallegues. La gran majoria dels milicians eren segadors gallecs que treballaven als camps de cultiu de Castella.

## Organització
El president efectiu de les Milícies era Ramón Suárez Picallo, un dels fundadors del Partido Galeguista, encara que el president honorari era Santiago Casares Quiroga, expresident del Govern Espanyol. Juan José Pla exercia el càrrec de secretari general; no obstant això, el secretari efectiu era el tipògraf Agapito García Atadell. El cap de milícies era el capità Manuel López Iglesias. La resta del consell directiu el conformaven el mateix Castelao, Vicente Risco, el general Cecilio Bedia i Pedro Penabad.
Les Milícies tenien la seva seu al carrer Juan Montalvo, 28 (Madrid). També tenien una oficina de reclutament en Gran Via, 12.

## Efectius
Les Milícies estaven formades per uns 1000 voluntaris gallecs. Entre ells, cal destacar que també hi havia dones en les files, com la infermera Marciana Pimentel, l'oficial Esperanza Rodríguez o Paulina Rodríguez.
Malgrat tot, les Milícies comptaven amb molt poc suport armamentístic. En total, posseïen 500 fusells, que no servien per proveir a tot el grup. L'agost de 1936, les Milícies s'integren dins de l'Exèrcit Popular de la República. En concret, es converteixen en el 4t Batalló de la 1a Brigada de la XI Divisió del Cinquè Regiment de l'EPR.